# Helsingin Toverit
Helsingin Toverit (auch bekannt als HT Helsinki) war ein Sportverein aus der finnischen Hauptstadt Helsinki. Der 1916 gegründete Verein wurde 1942 finnischer Fußballmeister.
Die Fußballmannschaft schaffte 1931 erstmals den Aufstieg in die Mestaruussarja. Nach dem sofortigen Wiederabstieg schaffte der Klub 1933 abermals den Aufstieg und konnte sich daraufhin in der höchsten Spielklasse Finnlands halten. Toverit machte ab 1939 auch die Kriegswirren durch, die sich auch auf den Spielbetrieb auswirkten. Trotzdem gelang es dem Verein 1942 die finnische Meisterschaft durch ein 6:4 im Finale der Endrunde über Viipurin Sudet zu gewinnen. Nach dem Krieg verlor die Mannschaft den Anschluss an die nationale Spitze, spielte ab 1946 sogar nur noch drittklassig. 1959 bis 1961 trat HT Helsinki drei Spielzeiten noch mal in der zweithöchsten Spielklasse an.
1923 qualifizierte sich HT Helsinki für die Endrunde um die finnische Pesäpallo-Meisterschaft, scheiterte im Halbfinale aber an Etelän-Pohjanmaan Palloveikot mit 4:8. Daneben hatte der Verein auch Abteilungen im Orientierungslauf, Leichtathletik, Boxen und Eishockey. Um 1962 löste sich HT Helsinki auf.

## Saisonübersicht
Saisonübersicht:
| Saison  | Liga | Liganame               | Platz  | Bemerkung                                    | Pokal |
| ------- | ---- | ---------------------- | ------ | -------------------------------------------- | ----- |
| 1931    | 2.   |                        |        | Relegation, Aufstieg                         |       |
| 1932    | 1.   | Mestaruussarja         | 07./08 | Abstieg                                      |       |
| 1933    | 2.   |                        |        | Relegation, Aufstieg                         |       |
| 1934    | 1.   | Mestaruussarja         | 03./08 |                                              |       |
| 1935    | 1.   | Mestaruussarja         | 03./08 |                                              |       |
| 1936    | 1.   | Mestaruussarja         | 05./08 |                                              |       |
| 1937    | 1.   | Mestaruussarja         | 05./08 |                                              |       |
| 1938    | 1.   | Mestaruussarja         | 04./08 |                                              |       |
| 1939    | 1.   | Mestaruussarja         | 03./08 |                                              |       |
| 1940    |      |                        |        |                                              |       |
| 1941    | 1.   | Mestaruussarja         | 07./08 |                                              |       |
| 1942    | 1.   | Meisterschaftsendrunde | 01.    |                                              |       |
| 1943/44 | 2.   |                        | 08./08 | Saison nach 6 Spieltagen abgebrochen (Krieg) |       |
| 1945    | 2.   | SPL-Gruppe B           | 08./08 |                                              |       |
|         |      |                        |        |                                              |       |
| 1959    | 2.   | Staffel Süd            | 06./10 |                                              |       |
| 1960    | 2.   | Staffel Süd            | 08./11 |                                              |       |
| 1961    | 2.   | Staffel Ost            | 11./12 |                                              |       |

## Bekannte Spieler
- Erkki Gustafsson (1912–1966)
- Leevi Kekkonen (* 1908)
- Tauno Kekkonen (* 1910)
- Yrjö Kylmälä (* 1911)
- Veli Leskinen (1907–?)
- Verner Peltonen (* 1907)
- Paavo Salminen (1911–1989)
- Lauri Taipale (* 1911)
- Lasse Salo (* 1917)